# Бронепалубные крейсера типа «Этна»
Бронепалубные крейсера типа «Этна» — тип крейсеров итальянского флота конца XIX века. В итальянском флоте классифицировались как «таранно-торпедные корабли» (итал. Ariete-torpediniere). Всего построено 4 единицы. «Этна» (итал. Etna), «Стромболи» (итал. Stromboli), «Везувио» (итал. Vesuvio), «Этторе Фьерамоска» (итал. Ettore Fieramosca). Стали итальянской версией крейсера «Джованни Бозан», спроектированного и построенного для Италии британской компанией «Армстронг». По своим характеристикам заметно уступали импортному прототипу.